# ميكو فيرتانن
ميكو فيرتانن (بالفنلندية: Mikko Virtanen)‏ هو لاعب هوكي الجليد فنلندي، ولد في 7 مارس 1994 في كوفولا في فنلندا.

## وصلات خارجية
- ميكو فيرتانن على موقع EliteProspects.com (الإنجليزية)
- ميكو فيرتانن على موقع Eurohockey.com (الإنجليزية)
- ميكو فيرتانن على موقع HockeyDB.com (الإنجليزية)